# نصف الماراثون
نصف الماراثون هو اختبار تحمل في رياضة ألعاب القوى وتبلغ مسافته 21,1 كلم أو ما يعادل نصف مسافة الماراثون. ولكنه غير مدرج في ألعاب القوى المشهورة كالألعاب الأولمبية وبطولة العالم لألعاب القوى، ولكن من 1992 إلى 2005 بدأت تقام بطولة عالمية لنصف الماراثون حيث نظمها الاتحاد الدولي لألعاب القوى، لتستبدل بالبطولة العالمية للعدو على الطرقات بمسافة تقدر ب 20 كلم.

## شعبية نصف الماراثون
يمارس الرياضيون الهواة هذه الرياضة لأن مسافتها كافية لخلق تحد، حيث لا يصاب الجسم عادة بالتعب العضلي في مسافة أقل من 30 كلم لأن مخزون الجليكوجين لا ينضب عادة قبل بلوغ هذه المسافة.